# Акунья, Кристобаль де
Кристо́баль Диатриста́н де Аку́нья (исп. Cristóbal Diatristán de Acuña; 1597, Бургос, Испания — 1675, Лима, Перу) — испанский исследователь и миссионер-иезуит, ректор иезуитского колледжа в Куэнке (территория современного Эквадора). 
В 1638 вице-король отправил его вместе с португальцем Педро Тейхейра в путешествие вниз по Амазонке, с целью выяснить, возможно ли переправить речным путём сокровища из Перу. Проплыв по всей длине реки вплоть до устья, Акунья издал в 1641 году первое (из числа опубликованных) описание Амазонки, которое выдержало множество переизданий. Именно из этого труда европейцы XVII века черпали сведения о гигантской реке; среди прочего, он первым упоминает канал Касикьяре.